# Teatro Thalia de Hamburgo
El Thalia Theater es uno de los tres teatros de propiedad del estado de Hamburgo (Alemania). Fue fundado en 1843 por Charles Maurice Schwartzenberger recibiendo el nombre de la musa Talía. El edificio está situado en la calle Raboisen del barrio de Alstad de Hamburgo, cerca del Binnenalster.